# Baiami torbayensis
Espèce
Baiami torbayensis est une espèce d'araignées aranéomorphes de la famille des Desidae.

## Distribution
Cette espèce est endémique du Great Southern en Australie-Occidentale,. Elle se rencontre vers Torbay et dans le parc national Two Peoples Bay.

## Description
La carapace de la femelle holotype mesure 5,17 mm de long sur 3,37 mm de large, son abdomen 6,70 mm de long. La carapace du mâle paratype mesure 4,59 mm de long sur 3,31 mm de large, son abdomen 4,30 mm de long.

## Systématique et taxinomie
Cette espèce a été décrite par Gray en 1982.

## Étymologie
Son nom d'espèce, composé de torbay et du suffixe latin -ensis, « qui vit dans, qui habite », lui a été donné en référence au lieu de sa découverte, Torbay.

## Publication originale
- Gray, 1982 : « A revision of the spider genus Baiami Lehtinen (Araneae, Amaurobioidea). » Records of the Australian Museum, vol. 33, p. 779-802 (texte intégral).